# Наумов, Сергей Юрьевич
Сергей Юрьевич Наумов (род. 4 апреля 1963, Саратов) — советский и российский государственный и партийный деятель, деятель образования и науки, доктор исторических наук, профессор, Заслуженный работник высшей школы Российской Федерации. С 2021 года — и. о. ректора Саратовского государственного технического университета имени Гагарина Ю. А. С 31 марта 2023 года утвержден на должность ректора. Соответствующий приказ подписан главой Министерства науки и высшего образования РФ Валерием Фальковым. 

## Биография
Сергей Юрьевич Наумов родился 4 апреля 1963 года в городе Саратове.
- 1980 год — 1981 год — лаборант военной кафедры Саратовского государственного университета имени Н. Г. Чернышевского.
- 1981 год — 1983 год — служба в вооружённых силах.
- 1983 год — 1988 год — учёба на историческом факультете Саратовского государственного университета имени Н. Г. Чернышевского по специальности «история КПСС».
- 1987 год — 1989 год — секретарь Кировского райкома ВЛКСМ города Саратова, преподаватель Саратовской высшей партийной школы.
- 1989 год — 1992 год — учёба в аспирантуре Академии общественных наук при ЦК КПСС.
- 1992 год — защита диссертации на соискание учёной степени кандидата исторических наук на тему «Экосоциализм как одно из идейно-политических течений в СДПГ в 70-е-80-е годы» под руководством доктора исторических наук, профессора Овчаренко Н. Е.
- 1992 год — 1996 год — работа на различных должностях в администрации города Саратова вплоть до заместителя главы администрации города по социальной сфере.
- 1996 год — 1999 год — ректор Поволжского кооперативного института Московского университета потребительской кооперации.
- 1998 год — окончил Саратовскую государственную академию права по специальности «юриспруденция».
- 1998 год — защита диссертации на соискание учёной степени доктора исторических наук на тему «Социальная политика в условиях модернизации политической и экономической системы России в 80-х — 90-х годах ХХ столетия».
- 1999 год — 2000 год — вице-губернатор Саратовской области.
- 2000 год — 2012 год — ректор Поволжской академии государственной службы имени П. А. Столыпина, проректор Российской академии народного хозяйства и государственной службы при Президенте Российской Федерации.
- 2012 год — 2013 год — руководитель Управления Росстата по Саратовской области.
- 2013 год — 2019 год — директор Саратовского социально-экономического института Российского экономического университета имени Г. В. Плеханова.
- 2013 год — окончил Российскую академию народного хозяйства и государственной службы при Президенте Российской Федерации по специальности «государственное и муниципальное управление».
- 2016 год — 2019 год — депутат Саратовской городской думы, с сентября 2016 по январь 2017 — председатель Саратовской городской думы.
- 2019 год — 2020 год — заместитель председателя Правительства Саратовской области, министр труда и социальной защиты Саратовской области.
- 2020 год — 2021 год — советник Губернатора Саратовской области.
- С 2021 года — и. о. ректора Саратовского государственного технического университета им. Ю. А. Гагарина.
- С 31 марта 2023 года — ректор Саратовского государственного технического университета им. Ю. А. Гагарина.

Автор более 200 научных публикаций.
6 марта 2022 года после вторжения России на Украину подписал письмо в поддержу действий президента Владимира Путина. По сведениям вольного сетевого сообщества «Диссернет» участвовал в защите в качестве оппонента в одной, так называемой, «красочной диссертации», то есть диссертации в которой, по мнению экспертов Диссернета, могут содержаться масштабные текстовые заимствования.

## Награды
- Медаль ордена «За заслуги перед Отечеством» I степени[4]
- Медаль ордена «За заслуги перед Отечеством» II степени[5]
- Медаль «За заслуги в проведении Всероссийской переписи населения»
- Медаль «В память 1000-летия Казани»
- Заслуженный работник высшей школы Российской Федерации[6]
- Почётная грамота Саратовской областной думы[7]
- Почётная грамота Губернатора Саратовской области[8]
- Благодарность Губернатора Саратовской области[9]
- Занесение на Доску Почёта Саратовской области[10]
- Почётная грамота Губернатора Саратовской области[11]